# Bruno Soares
Bruno Soares (Belo Horizonte, 27 februari 1982) is een tennisser uit Brazilië. Hij speelt voornamelijk dubbelspel (mannendubbel en gemengd dubbel). In het herendubbelspel won hij 35 toernooien. Zowel in het herendubbelspel als in het het gemengddubbelspel won hij 3 grandslamtoernooien. De US Open van 2022 was zijn laatste toernooi. 

## Palmares
| Legenda                       | Legenda               |
| ----------------------------- | --------------------- |
| Grand Slam                    |                       |
| Olympische Spelen             |                       |
| tot 2009                      | vanaf 2009            |
| Tennis Masters Cup            | ATP Finals            |
| ATP Masters Series            | ATP Tour Masters 1000 |
| ATP International Series Gold | ATP Tour 500          |
| ATP International Series      | ATP Tour 250          |

### Dubbelspel
| Nr.                                           | Datum             | Toernooi                 | Ondergrond    | Partner            | Tegenstanders in finale                    | Score                   |         |
| --------------------------------------------- | ----------------- | ------------------------ | ------------- | ------------------ | ------------------------------------------ | ----------------------- | ------- |
| gewonnen finales mannendubbelspel             |                   |                          |               |                    |                                            |                         |         |
| 1.                                            | 22 juni 2008      | ATP Nottingham           | Gras          | Kevin Ullyett      | Jeff Coetzee Jamie Murray                  | 6-2, 7-6(5)             | Details |
| 2.                                            | 25 oktober 2009   | ATP Stockholm (1)        | Hardcourt (i) | Kevin Ullyett      | Simon Aspelin Paul Hanley                  | 6-4, 7-6(4)             | Details |
| 3.                                            | 22 mei 2010       | ATP Nice                 | Gravel        | Marcelo Melo       | Rohan Bopanna Aisam-ul-Haq Qureshi         | 1-6, 6-3, [10-5]        | Details |
| 4.                                            | 6 februari 2011   | ATP Santiago             | Gravel        | Marcelo Melo       | Łukasz Kubot Oliver Marach                 | 6-3, 7-6(3)             | Details |
| 5.                                            | 12 februari 2011  | ATP São Paulo (1)        | Gravel        | Marcelo Melo       | Pablo Andújar Daniel Gimeno Traver         | 7-6(4), 6-3             | Details |
| 6.                                            | 19 februari 2012  | ATP São Paulo (2)        | Gravel        | Eric Butorac       | Michal Mertiňák André Sa                   | 3-6, 6-4, [10-8]        | Details |
| 7.                                            | 30 september 2012 | ATP Kuala Lumpur         | Hardcourt (i) | Alexander Peya     | Colin Fleming Ross Hutchins                | 5-7, 7-5, [10-7]        | Details |
| 8.                                            | 7 oktober 2012    | ATP Tokio                | Hardcourt     | Alexander Peya     | Leander Paes Radek Štěpánek                | 6-3, 7-6(5)             | Details |
| 9.                                            | 21 oktober 2012   | ATP Stockholm (2)        | Hardcourt (i) | Marcelo Melo       | Robert Lindstedt Nenad Zimonjić            | 6-7(4), 7-5, [10-6]     | Details |
| 10.                                           | 28 oktober 2012   | ATP Valencia (1)         | Hardcourt (i) | Alexander Peya     | David Marrero Fernando Verdasco            | 6-3, 6-2                | Details |
| 11.                                           | 12 januari 2013   | ATP Auckland             | Hardcourt     | Colin Fleming      | Johan Brunström Frederik Nielsen           | 7-6(2), 7-6(2)          | Details |
| 12.                                           | 17 februari 2013  | ATP São Paulo (3)        | Gravel        | Alexander Peya     | František Čermák Michal Mertiňák           | 6-7(5), 6-2, [10-7]     | Details |
| 13.                                           | 28 april 2013     | ATP Barcelona            | Gravel        | Alexander Peya     | Robert Lindstedt Daniel Nestor             | 5-7, 7-6(7), [10-4]     | Details |
| 14.                                           | 22 juni 2013      | ATP Eastbourne           | Gras          | Alexander Peya     | Colin Fleming Jonathan Marray              | 3-6, 6-3, [10-8]        | Details |
| 15.                                           | 11 augustus 2013  | ATP Montreal/Toronto (1) | Hardcourt     | Alexander Peya     | Colin Fleming Andy Murray                  | 6-4, 7-6(4)             | Details |
| 16.                                           | 27 oktober 2013   | ATP Valencia (2)         | Hardcourt (i) | Alexander Peya     | Bob Bryan Mike Bryan                       | 7-6(3), 6-7(1), [13-11] | Details |
| 17.                                           | 15 juni 2014      | ATP Londen (1)           | Gras          | Alexander Peya     | Jamie Murray John Peers                    | 4-6, 7-6(4), [10-4]     | Details |
| 18.                                           | 10 augustus 2014  | ATP Montreal/Toronto (2) | Hardcourt     | Alexander Peya     | Ivan Dodig Marcelo Melo                    | 6-4, 6-3                | Details |
| 19.                                           | 3 mei 2015        | ATP München              | Gravel        | Alexander Peya     | Mischa Zverev Alexander Zverev             | 4-6, 6-1, [10-5]        | Details |
| 20.                                           | 1 november 2015   | ATP Bazel                | Hardcourt (i) | Alexander Peya     | Jamie Murray John Peers                    | 7-5, 7-5                | Details |
| 21.                                           | 16 januari 2016   | ATP Sydney (1)           | Hardcourt     | Jamie Murray       | Rohan Bopanna Florin Mergea                | 6-3, 7-6(6)             | Details |
| 22.                                           | 30 januari 2016   | Australian Open          | Hardcourt     | Jamie Murray       | Daniel Nestor Radek Štěpánek               | 2-6, 6-4, 7-5           | Details |
| 23.                                           | 11 september 2016 | US Open (1)              | Hardcourt     | Jamie Murray       | Pablo Carreño Busta Guillermo Garcia-Lopez | 6-2, 6-3                | Details |
| 24.                                           | 4 maart 2017      | ATP Acapulco (1)         | Hardcourt     | Jamie Murray       | John Isner Feliciano López                 | 6-3, 6-3                | Details |
| 25.                                           | 18 juni 2017      | ATP Stuttgart            | Gras          | Jamie Murray       | Oliver Marach Mate Pavić                   | 6-7, 7-5, [10-5]        | Details |
| 26.                                           | 25 juni 2017      | ATP Londen (2)           | Gras          | Jamie Murray       | Julien Benneteau Édouard Roger-Vasselin    | 6-2, 6-3                | Details |
| 27.                                           | 4 maart 2018      | ATP Acapulco (2)         | Hardcourt     | Jamie Murray       | Bob Bryan Mike Bryan                       | 7-6(4), 7-5             | Details |
| 28.                                           | 5 augustus 2018   | ATP Washington           | Hardcourt     | Jamie Murray       | Mike Bryan Édouard Roger-Vasselin          | 3-6, 6-3, [10-4]        | Details |
| 29.                                           | 19 augustus 2018  | ATP Cincinnati           | Hardcourt     | Jamie Murray       | Juan Sebastián Cabal Robert Farah Maksoud  | 4-6, 6-3, [10-6]        | Details |
| 30.                                           | 12 januari 2019   | ATP Sydney (2)           | Hardcourt     | Jamie Murray       | Juan Sebastián Cabal Robert Farah Maksoud  | 6-4, 6-3                | Details |
| 31.                                           | 16 juni 2019      | ATP Stuttgart            | Gras          | John Peers         | Rohan Bopanna Denis Shapovalov             | 7-5, 6-3                | Details |
| 32.                                           | 13 oktober 2019   | ATP Shanghai             | Hardcourt     | Mate Pavić         | Łukasz Kubot Marcelo Melo                  | 6-4, 6-2                | Details |
| 33.                                           | 10 september 2020 | US Open (2)              | Hardcourt     | Mate Pavić         | Wesley Koolhof Nikola Mektić               | 7-5, 6-3                | Details |
| 34.                                           | 7 februari 2021   | ATP Melbourne 1          | Hardcourt     | Jamie Murray       | Juan Sebastián Cabal Robert Farah Maksoud  | 6-3, 7-6(7)             | Details |
| 35.                                           | 31 oktober 2021   | ATP Sint-Petersburg      | Hardcourt (i) | Jamie Murray       | Andrej Goloebev Hugo Nys                   | 6-3, 6-4                | Details |
| verloren finales mannendubbelspel             |                   |                          |               |                    |                                            |                         |         |
| 1.                                            | 17 augustus 2008  | ATP Washington           | Hardcourt     | Kevin Ullyett      | Marc Gicquel Robert Lindstedt              | 6-7(6), 3-6             | Details |
| 2.                                            | 30 september 2009 | ATP New Haven            | Hardcourt (i) | Kevin Ullyett      | Julian Knowle Jürgen Melzer                | 4-6, 6-7(3)             | Details |
| 3.                                            | 16 januari 2010   | ATP Auckland             | Hardcourt     | Marcelo Melo       | Marcus Daniell Horia Tecău                 | 5-7, 4-6                | Details |
| 4.                                            | 1 augustus 2010   | ATP Gstaad               | Gravel        | Marcelo Melo       | Johan Brunström Jarkko Nieminen            | 3-6, 7-6(4), [9-11]     | Details |
| 5.                                            | 26 september 2010 | ATP Metz                 | Hardcourt (i) | Marcelo Melo       | Dustin Brown Rogier Wassen                 | 3-6, 3-6                | Details |
| 6.                                            | 26 februari 2011  | ATP Acapulco             | Gravel        | Marcelo Melo       | Victor Hănescu Horia Tecău                 | 1-6, 3-6                | Details |
| 7.                                            | 17 april 2011     | ATP Monte Carlo          | Gravel        | Juan Ignacio Chela | Bob Bryan Mike Bryan                       | 3-6, 2-6                | Details |
| 8.                                            | 23 oktober 2011   | ATP Stockholm            | Hardcourt (i) | Marcelo Melo       | Rohan Bopanna Aisam-ul-Haq Qureshi         | 1-6, 3-6                | Details |
| 9.                                            | 15 juli 2012      | ATP Båstad               | Gravel        | Alexander Peya     | Robert Lindstedt Horia Tecău               | 3-6, 6-7(5)             | Details |
| 10.                                           | 12 mei 2013       | ATP Madrid               | Gravel        | Alexander Peya     | Bob Bryan Mike Bryan                       | 2-6, 3-6                | Details |
| 11.                                           | 16 juni 2013      | ATP Londen               | Gras          | Alexander Peya     | Bob Bryan Mike Bryan                       | 6-4, 5-7, [3-10]        | Details |
| 12.                                           | 21 juli 2013      | ATP Hamburg              | Gravel        | Alexander Peya     | Mariusz Fyrstenberg Marcin Matkowski       | 6-3, 1-6, [8-10]        | Details |
| 13.                                           | 8 september 2013  | US Open                  | Hardcourt     | Alexander Peya     | Leander Paes Radek Štěpánek                | 1-6, 3-6                | Details |
| 14.                                           | 3 november 2013   | ATP Parijs               | Gravel        | Alexander Peya     | Bob Bryan Mike Bryan                       | 3-6, 3-6                | Details |
| 15.                                           | 4 januari 2014    | ATP Doha                 | Hardcourt     | Alexander Peya     | Tomáš Berdych Jan Hájek                    | 2-6, 4-6                | Details |
| 16.                                           | 11 januari 2014   | ATP Auckland             | Hardcourt     | Alexander Peya     | Julian Knowle Marcelo Melo                 | 6-4, 3-6, [5-10]        | Details |
| 17.                                           | 16 maart 2014     | ATP Indian Wells         | Hardcourt     | Alexander Peya     | Bob Bryan Mike Bryan                       | 4-6, 3-6                | Details |
| 18.                                           | 21 juni 2014      | ATP Eastbourne           | Gras          | Alexander Peya     | Treat Huey Dominic Inglot                  | 5-7, 7-5, [8-10]        | Details |
| 19.                                           | 20 juli 2014      | ATP Hamburg              | Gravel        | Alexander Peya     | Marin Draganja Florin Mergea               | 4-6, 5-7                | Details |
| 20.                                           | 14 juni 2015      | ATP Stuttgart            | Gras          | Alexander Peya     | Rohan Bopanna Florin Mergea                | 7-5, 2-6, [7-10]        | Details |
| 21.                                           | 17 april 2016     | ATP Monte Carlo          | Gravel        | Jamie Murray       | Nicolas Mahut Pierre-Hugues Herbert        | 6-4, 0-6, [6-10]        | Details |
| 22.                                           | 31 juli 2016      | ATP Toronto              | Hardcourt     | Jamie Murray       | Ivan Dodig Marcelo Melo                    | 4-6, 4-6                | Details |
| 23.                                           | 14 januari 2017   | ATP Sydney               | Hardcourt     | Jamie Murray       | Wesley Koolhof Matwe Middelkoop            | 3-6, 5-7                | Details |
| 24.                                           | 20 augustus 2017  | ATP Cincinnati           | Hardcourt     | Jamie Murray       | Nicolas Mahut Pierre-Hugues Herbert        | 6-7(6), 4-6             | Details |
| 25.                                           | 8 oktober 2017    | ATP Tokio                | Hardcourt     | Jamie Murray       | Ben McLachlan Yasutaka Uchiyama            | 4-6, 6-7(1)             | Details |
| 26.                                           | 5 januari 2018    | ATP Doha                 | Hardcourt     | Jamie Murray       | Oliver Marach Mate Pavić                   | 2-6, 6-7(6)             | Details |
| 27.                                           | 24 juni 2018      | ATP Londen               | Gras          | Jamie Murray       | Henri Kontinen John Peers                  | 4-6, 3-6                | Details |
| 28.                                           | 14 oktober 2018   | ATP Shanghai             | Hardcourt     | Jamie Murray       | Łukasz Kubot Marcelo Melo                  | 4-6, 2-6                | Details |
| 29.                                           | 28 april 2019     | ATP Barcelona            | Gravel        | Jamie Murray       | Juan Sebastián Cabal Robert Farah Maksoud  | 4-6, 6-7(4)             | Details |
| 30.                                           | 20 oktober 2019   | ATP Stockholm            | Hardcourt (i) | Mate Pavić         | Henri Kontinen Édouard Roger-Vasselin      | 4-6, 2-6                | Details |
| 31.                                           | 10 oktober 2020   | Roland Garros            | Gravel        | Mate Pavić         | Kevin Krawietz Andreas Mies                | 3-6, 5-7                | Details |
| 32.                                           | 8 november 2020   | ATP Parijs               | Hardcourt (i) | Mate Pavić         | Félix Auger-Aliassime Hubert Hurkacz       | 7-6(3), 6-7(7), [2-10]  | Details |
| 33.                                           | 10 september 2021 | US Open                  | Hardcourt     | Jamie Murray       | Rajeev Ram Joe Salisbury                   | 6-3, 2-6, 2-6           | Details |
| 34.                                           | 20 februari 2022  | ATP Rio de Janeiro       | Gravel        | Jamie Murray       | Simone Bolelli Fabio Fognini               | 5–7, 7–6(2), [6–10]     | Details |
| gewonnen finales mannendubbelspel challengers |                   |                          |               |                    |                                            |                         |         |
| 1.                                            | 23 november 2003  | Champaign                | Hardcourt (i) | Travis Parrott     | Brian Beaker Rajeev Ram                    | 4-6, 6-4, 6-1           |         |
| 2.                                            | 15 februari 2004  | Joplin                   | Hardcourt (i) | Yen-Hsun Lu        | Brian Beaker Rajeev Ram                    | 6-4, 6-7(4), [10-7]     |         |
| 3.                                            | 16 mei 2004       | Forest Hills             | Gravel        | Jason Marshall     | Michael Berrer Jimmy Wang                  | 7-6(5), 6-3             |         |
| 4.                                            | 8 augustus 2004   | Gramado                  | Hardcourt     | Santiago González  | Henrique Mello Alexandre Simoni            | 6-3, 6-3                |         |
| 5.                                            | 10 oktober 2004   | Austin                   | Hardcourt     | André Sa           | Robert Kendrick Brian Vahaly               | 6-3, 6-1                |         |
| 6.                                            | 17 oktober 2004   | Tiburon                  | Hardcourt     | André Sa           | Robert Kendrick Brandon Coupe              | 6-2, 6-3                |         |
| 7.                                            | 9 januari 2005    | Sao Paulo                | Hardcourt     | André Sa           | Tomas Behrend Marcos Daniel                | 6-2, 6-2                |         |
| 8.                                            | 22 juli 2007      | Cuenca                   | Gravel        | Marcio Torres      | Brian Dabul Eric Nunez                     | 7-6(6), 3-6, [11-9]     |         |
| 9.                                            | 5 augustus 2007   | Belo Horizonte           | Hardcourt     | Santiago González  | Marcio Torres Nicolas Tourte               | 6-7(12), 6-4, [10-5]    |         |
| 10.                                           | 21 oktober 2007   | Bogota                   | Gravel        | Thomaz Bellucci    | Marcel Granollers Santiago Ventura         | 6-4, 4-6, [11-9]        |         |
| 11.                                           | 6 januari 2008    | Sao Paulo                | Hardcourt     | Jamie Delgado      | Brian Dabul Horacio Zeballos               | 6-1, 6-3                |         |
| 12.                                           | 4 mei 2008        | Tunis                    | Gravel        | Thomaz Bellucci    | Jean-Claude Scherrer Nicolas Tourte        | 6-3, 6-4                |         |

### Gemengd dubbelspel
| Nr.                                | Datum            | Toernooi        | Ondergrond | Partner             | Tegenstanders in finale           | Score                |         |
| ---------------------------------- | ---------------- | --------------- | ---------- | ------------------- | --------------------------------- | -------------------- | ------- |
| gewonnen finales gemengddubbelspel |                  |                 |            |                     |                                   |                      |         |
| 1.                                 | 6 september 2012 | US Open         | Hardcourt  | Jekaterina Makarova | Květa Peschke Marcin Matkowski    | 6–7(8), 6–1, [12–10] | Details |
| 2.                                 | 5 september 2014 | US Open         | Hardcourt  | Sania Mirza         | Abigail Spears Santiago González  | 6–1, 2–6, [11–9]     | Details |
| 3.                                 | 31 januari 2014  | Australian Open | Hardcourt  | Jelena Vesnina      | Coco Vandeweghe Horia Tecău       | 6–4, 4–6, [10–5]     | Details |
| verloren finales gemengddubbelspel |                  |                 |            |                     |                                   |                      |         |
| 1.                                 | 7 juli 2013      | Wimbledon       | Gras       | Lisa Raymond        | Kristina Mladenovic Daniel Nestor | 7–5, 2–6, 6–8        | Details |

## Resultaten grote toernooien
| Legenda | Legenda                          |
| ------- | -------------------------------- |
| g.t.    | geen toernooi gehouden           |
| l.c.    | lagere categorie                 |
| –       | niet deelgenomen                 |
| G       | uitgeschakeld in de groepsfase   |
| 1R      | uitgeschakeld in de eerste ronde |
| 2R      | uitgeschakeld in de tweede ronde |
| 3R      | uitgeschakeld in de derde ronde  |
| 4R      | uitgeschakeld in de vierde ronde |
| KF      | uitgeschakeld in de kwartfinale  |
| HF      | uitgeschakeld in de halve finale |
| F       | de finale verloren               |
| W       | het toernooi gewonnen            |
| w-v     | winst/verlies-balans             |

### Mannendubbelspel
| Grandslamtoernooien |      |      |      |      |      |      |      |      |      |      |      |      |      |      |      |
| Australian Open     | –    | 3R   | 1R   | 1R   | KF   | 2R   | 3R   | 2R   | W    | 1R   | 2R   | KF   | 3R   | HF   | 3R   |
| Roland Garros       | HF   | KF   | KF   | 2R   | 3R   | HF   | 2R   | KF   | 3R   | KF   | 2R   | 1R   | F    | 3R   | 2R   |
| Wimbledon           | 1R   | KF   | 2R   | 2R   | 2R   | 3R   | KF   | KF   | KF   | 2R   | KF   | 2R   | g.t. | 2R   | 3R   |
| US Open             | KF   | 2R   | 3R   | 2R   | KF   | F    | KF   | 1R   | W    | KF   | KF   | 2R   | W    | F    | 2R   |
| ATP Finals          |      |      |      |      |      |      |      |      |      |      |      |      |      |      |      |
| ATP Finals          | –    | –    | –    | –    | –    | HF   | G    | –    | HF   | HF   | HF   | –    | G    | G    | –    |
| ATP Masters 1000    |      |      |      |      |      |      |      |      |      |      |      |      |      |      |      |
| Indian Wells        | –    | 1R   | 1R   | 1R   | 1R   | HF   | F    | 1R   | KF   | HF   | 2R   | 1R   | g.t. | 1R   | 1R   |
| Miami               | –    | KF   | 1R   | 1R   | 1R   | 1R   | KF   | HF   | 1R   | KF   | 2R   | 2R   | g.t. | 2R   | 1R   |
| Monte Carlo         | –    | 2R   | KF   | F    | 1R   | 2R   | KF   | KF   | F    | KF   | 2R   | HF   | g.t. | –    | –    |
| Hamburg             | –    | l.c. | l.c. | l.c. | l.c. | l.c. | l.c. | l.c. | l.c. | l.c. | l.c. | l.c. | l.c. | l.c. | l.c. |
| Madrid              | –    | HF   | 1R   | 2R   | –    | F    | KF   | 1R   | 2R   | KF   | KF   | KF   | g.t. | 1R   | –    |
| Rome                | –    | HF   | 2R   | –    | –    | 2R   | 2R   | 2R   | KF   | 2R   | HF   | 1R   | KF   | 1R   | –    |
| Montreal/Toronto    | –    | 2R   | –    | 2R   | –    | W    | W    | HF   | F    | 2R   | 2R   | 1R   | g.t. | –    | 1R   |
| Cincinnati          | –    | 2R   | –    | 2R   | 2R   | KF   | KF   | 2R   | KF   | F    | W    | HF   | 1R   | –    | 2R   |
| Shanghai            | l.c. | 2R   | –    | KF   | 2R   | –    | KF   | 1R   | KF   | HF   | F    | W    | g.t. | g.t. | g.t. |
| Parijs              | KF   | 2R   | –    | KF   | KF   | F    | 2R   | 2R   | HF   | 2R   | 2R   | 1R   | F    | HF   | –    |
| Olympische Spelen   |      |      |      |      |      |      |      |      |      |      |      |      |      |      |      |
| Olympische Spelen   | –    | g.t. | g.t. | g.t. | KF   | g.t. | g.t. | g.t. | KF   | g.t. | g.t. | g.t. | g.t. | –    | g.t. |
| Statistieken        |      |      |      |      |      |      |      |      |      |      |      |      |      |      |      |
| titels per jaar     | 1    | 1    | 1    | 2    | 5    | 6    | 2    | 2    | 3    | 3    | 1    | 3    | 1    | 2    | 0    |
| Eindejaarsranking   | 23   | 22   | 35   | 19   | 19   | 3    | 10   | 22   | 3    | 10   | 7    | 21   | 7    | 16   | 88   |

### Gemengd dubbelspel
| Grandslamtoernooien |    |      |      |      |    |      |      |      |    |      |      |      |      |    |      |
| Australian Open     | –  | 1R   | 1R   | –    | KF | 2R   | KF   | HF   | W  | 2R   | HF   | HF   | 2R   | 2R | –    |
| Roland Garros       | –  | KF   | 2R   | KF   | 1R | KF   | HF   | 1R   | KF | 1R   | –    | HF   | g.t. | 1R | KF   |
| Wimbledon           | 1R | 2R   | 3R   | 1R   | 2R | F    | KF   | KF   | 2R | HF   | KF   | KF   | g.t. | –  | 2R   |
| US Open             | –  | 1R   | 1R   | KF   | W  | HF   | W    | 1R   | KF | KF   | 2R   | 2R   | g.t. | 1R | –    |
| Olympische Spelen   |    |      |      |      |    |      |      |      |    |      |      |      |      |    |      |
| Olympische Spelen   | –  | g.t. | g.t. | g.t. | –  | g.t. | g.t. | g.t. | –  | g.t. | g.t. | g.t. | g.t. | –  | g.t. |